# Алессандра Буонанно
Алессандра Буонанно (1968 , Кассіно, Лаціо ) — італо-американський фізик, фахівець з теоретичної фізики гравітаційних хвиль і космології. 
З 2014 року вона є директором Інституту гравітаційної фізики Макса Планка (Інститут Альберта Ейнштейна)
 
в Потсдамі, де очолює відділ астрофізичної та космологічної відносності.
 
Обіймає посаду професора в Університеті Меріленду з 2005 року в Коледж-Парк, штат Меріленд, і (з 2017 року) почесного професора в Університеті Гумбольдта в Берліні
 та Університеті Потсдама
. 
Є провідним дослідником LIGO, спостерігала гравітаційні хвилі від злиття двох чорних дір в 2015 році. 

## Освіта
Буонанно здобула ступінь магістра в 1993 році, а в 1996 — ступінь доктора філософії з теоретичної фізики в Університеті Пізи. 
 
Після короткого періоду, проведеного в теоретичному відділі CERN, обіймала посаду постдока в Інститут вищих наукових досліджень. (IHES) у Франції та здобула RC Tolman Prize у Каліфорнійському технологічному інституті. 

## Кар'єра та дослідження
Буонанно став постійним дослідником (Chargée de 1ere class, CR1) у 2001 році в Паризькому інституті астрофізики (IAP), а потім у Лабораторії астрочастинок і космології (APC) у Парижі з Національним центром наукового дослідження (CNRS) перед тим, як почала працювати в Університеті Мериленду на посаді професора фізики в 2005 році. 
В 2014 році вона перейшла до Інституту гравітаційної фізики Макса Планка 

## Нагороди та визнання
- 2000: премія SIGRAV, Італійське товариство загальної теорії відносності та гравітаційної фізики[12];
- 2006-2008: стипендія Слоуна[en][13];
- 2007: стипендія Річарда А. Феррелла, Університет Мериленду, Коледж-Парк[14];
- 2010: член Міжнародного товариства загальної теорії відносності та гравітації[en][15];
- 2011: член Американського фізичного товариства[16];
- 2016: премія Нижньої Саксонії[en] (спільно з Брюсом Алленом[en] і Карстеном Данцманном)[17][18];
- 2018: премія Лейбніца, Німецьке науково-дослідницьке товариство[19][20];
- 2019: 8-й професор Бенджаміна Лі, Азійсько-Тихоокеанський центр теоретичної фізики, Південна Корея[21];
- 2021: медаль Галілео Галілея (спільно з Т. Дамуром і Ф. Преторіусом), Національний інститут ядерної фізики (Італія)[22];
- 2021: член Берлін-Бранденбурзької академії наук і гуманітарних наук[23];
- 2021: член Леопольдини[24];
- 2021: член Національної академія наук США[25];
- 2021: медаль і премія Дірака[26];
- 2021: премія Бальцана[27];